# Euophrys ysobolii
Euophrys ysobolii es una especie de araña saltarina del género Euophrys, familia Salticidae. Fue descrita científicamente por George Williams Peckham y su esposa E. G. Peckham en 1896.
Habita en Guatemala.